# Episodi di Shahmaran (prima stagione)
La prima stagione della serie televisiva drammatica turca Shahmaran, composta da 8 episodi, è stata distribuita sulla piattaforma di streaming Netflix il 20 gennaio 2023.
| nº | Titolo originale              | Titolo italiano                       | Pubblicazione Turchia | Pubblicazione Italia |
| -- | ----------------------------- | ------------------------------------- | --------------------- | -------------------- |
| 1  | Dünya Sancısı                 | Tormento terreno                      | 20 gennaio 2023       | 20 gennaio 2023      |
| 2  | Yağmurun Söyledikleri         | Quello che la pioggia dice            | 20 gennaio 2023       | 20 gennaio 2023      |
| 3  | Kararsız Denge                | Equilibrio instabile                  | 20 gennaio 2023       | 20 gennaio 2023      |
| 4  | İnanmanın İnanılmaz Hafifliği | L'insostenibile leggerezza della fede | 20 gennaio 2023       | 20 gennaio 2023      |
| 5  | Gelecek Değişir               | Il destino cambia                     | 20 gennaio 2023       | 20 gennaio 2023      |
| 6  | Hayat Gürültüsü               | Quel caos che è la vita               | 20 gennaio 2023       | 20 gennaio 2023      |
| 7  | Aşkın Tekerrürü               | Il ritorno dell'amore                 | 20 gennaio 2023       | 20 gennaio 2023      |
| 8  | İçimdeki Yılan                | Il serpente dentro di me              | 20 gennaio 2023       | 20 gennaio 2023      |